# Miss Internacional 2002

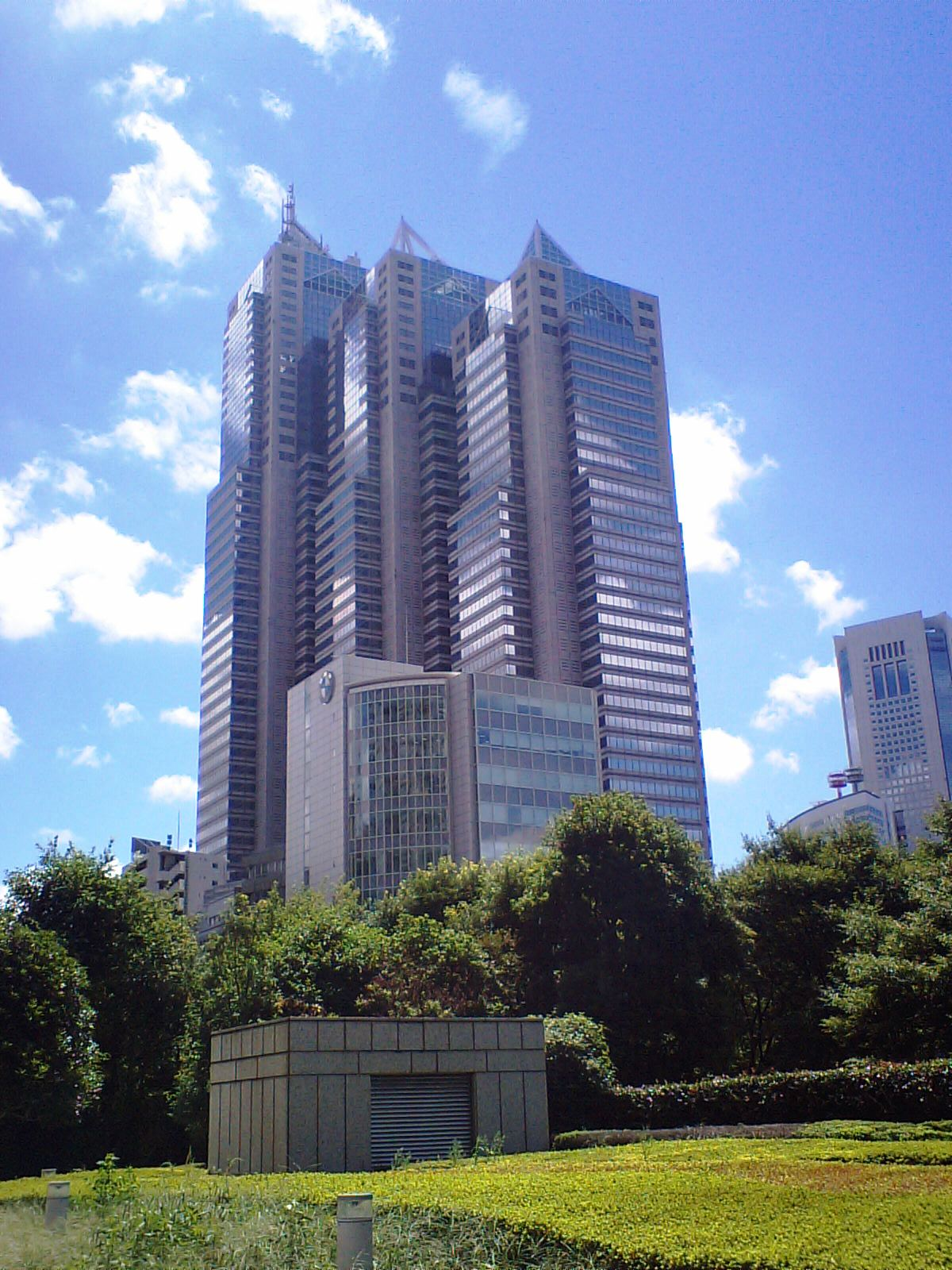
Vistas del hotel donde fue el evento desde el parque Hyatt

Miss Internacional 2002, la 42.ª edición de Miss Internacional, se llevó a cabo en el Hotel Century Hyatt, en la ciudad de Tokio (Japón) el 30 de septiembre.
Representantes provenientes de cuarenta y siete países y territorios compitieron por el título. Al final del evento, Miss Internacional 2001, Małgorzata Rożniecka de Polonia, coronó como su sucesora a Christina Sawaya del Líbano. Elegida por un jurado, la ganadora se convirtió en la primera —y hasta ahora única— representante de su país en obtener el título de Miss Internacional.

## Resultados
| Resultado               | Candidata |
| ----------------------- | --- |
| Miss Internacional 2002 | - Líbano - Christina Sawaya |
| 1.ª finalista           | - Francia - Emmanuelle Jagodsinski |
| 2.ª finalista           | - Japón - Hana Urushima |
| Semifinalistas (Top 12) | - Corea del Sur - Gi Yoon-joo - España - Laura Espinosa - Nicaragua - Marianela Lacayo - Polonia - Monika Angermann - República Checa - Lenka Taussigová - República Dominicana - Jeimi Hernández - Senegal - Mame Diarra Mballo - Tailandia - Piyanuch Khamboon - Turquía - Nihan Akkus |

### Premios Especiales
- Mejor Traje Nacional:  Corea del Sur - Gi Yoon-joo
- Miss Simpatía:  Hong Kong - Cathy Wu
- Miss Fotogénica:  China - Amy Yan Wei

## Relevancia histórica del Miss Internacional 2002
- Líbano gana Miss Internacional por primera vez.
- Francia obtiene el puesto de Primera Finalista por segunda ocasión. La primera vez fue en 1991.
- Japón obtiene el puesto de Segunda Finalista por primera vez.
- Corea, España, Japón, Polonia y República Dominicana repiten clasificación a semifinales.
- Japón clasifica por décimo año consecutivo.
- Corea clasifica por tercer año consecutivo.
- España, Polonia y República Dominicana clasifican por segundo año consecutivo.
- República Checa y Turquía clasificaron por última vez en 2000.
- Nicaragua y Senegal clasificaron por última vez en 1999.
- Francia clasificó por última vez en 1998.
- Tailandia clasificó por última vez en 1982.
- Líbano clasifica por primera vez en la historia a semifinales.
- Venezuela rompe una racha de clasificaciones que mantenía desde 1992.
- Colombia rompe una racha de clasificaciones que mantenía desde 1991.
- Rusia rompe una racha de clasificaciones que mantenía desde 1999.
- De Europa entraron cinco representantes a la ronda de cuartos de final, transformándose este en el continente con más semifinalistas; no obstante, solo Francia llegó a la final.
- Ninguna nación de Oceanía clasificó a la ronda de semifinales.

## Candidatas
47 candidatas de todo el mundo participaron en este certamen.
| - Alemania - Eva Dedecke - Aruba - Jerianne Tiel - Bolivia - Carla Ameller Zubelsa - Brasil - Milena Ricarda de Lima Lira - Canadá - Alicia Victoria Altares - China - Amy Yan Wei - Chipre - Nichole Stylianou - Colombia - Consuelo Guzmán Parra - Corea - Gi Yoon-joo - Curazao - Luz Thonysha De Souza - Ecuador - Isabel Cristina Ontaneda Pinto - Eslovaquia - Zuzana Gunisová - España - Laura Espinosa Huertas - Estados Unidos - Mary Elizabeth Jones - Filipinas - Kristine Reyes Alzar - Finlandia - Katariina Kulve - Francia - Emmanuelle Jagodsinski - Grecia - Stella Yiaboura - Guatemala - Evelyn Suceth Arriaga Marroquín - Hawái - Chun Hui Chen - Hong Kong - Cathy Wu Kar-Wai - India - Gauhar Khan - Israel - Shelly Dina'i - Japón - Hana Urushima | - Líbano - Christina Sawaya - Macedonia del Norte - Marta Pancevska - Malasia - Krystal Pang Chia Boon - Malta - Alison Abela - Marianas del Norte - Christine Juwelle Cunanan - México - Velia Rueda Galindo - Moldavia - Mariana Moraru - Nicaragua - Marianela Lacayo Mendoza - Panamá - Cristina Herrera - Polonia - Monika Angermann - Puerto Rico - Mariela Lugo Marín - Reino Unido - Juliet-Jane Horne - República Checa - Lenka Taussigová - República Dominicana - Jeimi Vanessa Hernández Franjul - Rusia - Kseniya Efimtseva - Senegal - Mame Diarra Mballo - Singapur - Marie Wong Yan Yi - Suecia - Emelie Lundquist - Tailandia - Piyanuch Khamboon - Túnez - Nihad El-Abdi - Turquía - Nihan Akkus - Venezuela - Cynthia Cristina Lander Zamora - Yugoslavia - Aleksandra Kokotović |

### Abandonos
- Pakistán - Neelam Voorani quien fue forzada por el gobierno islámico de su país a abandonar la competencia 3 días antes de la competencia final.

## Crossovers
| Miss Universo - 2002: Ecuador - Isabel Ontaneda - 2002: Nicaragua - Marianela Lacayo - 2002: Venezuela - Cynthia Lander (Cuarta finalista) - 2008: Singapur - Marie Wong Miss Mundo - 2000: Moldavia - Mariana Moraru - 2001: Líbano - Christina Sawaya - 2001: Reino Unido - Juliet-Jane Horne (Segunda finalista) - 2005: Singapur - Marie Wong | Miss Tierra - 2003: Ecuador - Isabel Ontaneda Miss Asia-Pacífico - 1999: Singapur - Marie Wong Miss Turismo Internacional - 2002: Tailandia - Piyanuch Khamboon (Ganadora) Miss Mesoamérica - 2004: Venezuela - Cynthia Lander (Primera finalista) Miss Comunidad Económica de Estados de África (CEDEAO) - 2001: Senegal - Mame Diarra Mballo |